# Surveyor 3
Surveyor 3 là tàu vũ trụ hạ cánh thứ ba của chương trình Surveyor của Mỹ được phóng lên để khám phá bề mặt của Mặt Trăng.

## Lịch sử
Được phóng lên vào ngày 17 tháng 4 năm 1967, Surveyor 3 đã hạ cánh vào ngày 20 tháng 4 năm 1967, tại phần Mare Cognitum của Oceanus Procellarum (S3 ° 01 '41,43 "W23 ° 27' 29,55"). Nó truyền 6.315 hình ảnh chụp được đến Trái Đất.
Khi Surveyor 3 đang hạ cánh (trong một miệng núi lửa, sau này mới rõ), những tảng đá có độ phản chiếu cao đã làm cho radar dựa vào bề mặt Mặt Trăng của tàu vũ trụ bị rối loạn. Các động cơ không thể ngừng ở độ cao 14 feet (4,3 mét) ở độ cao như được gọi trong kế hoạch nhiệm vụ, và sự chậm trễ này khiến cho thiết bị đổ bộ va chạm vào bề mặt Mặt Trăng hai lần. Lần va chạm đầu tiên của nó đạt đến độ cao khoảng 35 feet (10 mét). Lần va chạm thứ hai đạt đến độ cao khoảng 11 feet (3,4 mét). Lần va chạm thứ ba với bề mặt - từ độ cao ban đầu là 3 mét, và vận tốc bằng không, dưới độ cao được quy hoạch là 14 foot (4,3 mét), và rất chậm dần —Surveyor 3 hạ cánh mềm như dự định.
Nhiệm vụ khảo sát này là nhiệm vụ đầu tiên thực hiện lấy mẫu đất đá bề mặt, có thể nhìn thấy trên cánh tay mở rộng của nó trong các bức ảnh. Cơ chế này được gắn trên một cánh tay chạy bằng động cơ điện và được sử dụng để đào bốn rãnh trong đất Mặt Trăng. Những rãnh này sâu tới bảy inch (18 cm). Các mẫu đất từ rãnh đất được đặt ở phía trước máy ảnh truyền hình của Surveyor để chụp ảnh và các hình ảnh được phát lại về Trái Đất. Khi đêm đầu tiên Mặt Trăng xảy ra vào ngày 3 tháng 5 năm 1967, Surveyor 3 bị đóng cửa vì các tấm pin mặt trời không còn sản xuất điện nữa. Vào lúc bình minh Mặt Trăng tiếp theo (sau 14 ngày trên mặt đất, hoặc khoảng 336 giờ), Surveyor 3 không thể được kích hoạt lại, vì nhiệt độ cực lạnh mà nó đã trải qua. Điều này trái ngược với Surveyor 1, có thể được kích hoạt lại hai lần sau các kỳ đêm Mặt Trăng, nhưng sau đó không bao giờ khởi động lại được nữa.